# Amtsbezirk Eckersberg
Der Amtsbezirk Eckersberg war ein preußischer Amtsbezirk im Kreis Johannisburg (Regierungsbezirk Gumbinnen, ab 1905 Regierungsbezirk Allenstein) in der Provinz Ostpreußen, der am 8. April 1874 gegründet wurde. 
Zum Amtsbezirk, mit Sitz in Eckersberg, gehörten ursprünglich neun Orte. Am Ende waren es aufgrund von Strukturmaßnahmen nur noch vier.
| Name            | Geänderter Name 1938 bis 1945 | Polnischer Name | Bemerkungen                       |
| --------------- | ----------------------------- | --------------- | --------------------------------- |
| Chmielewen      | Talau                         | Chmielewo       |                                   |
| Dziubiellen     | (ab 1904:) Zollerndorf        | Dziubiele       |                                   |
| Eckersberg      |                               | Okartowo        |                                   |
| Groß Sdengowen  |                               |                 | nach Tuchlinnen eingemeindet      |
| Klein Sdengowen |                               | Zdęgówko        | 1928 nach Tuchlinnen eingemeindet |
| Tuchlinnen      |                               | Tuchlin         |                                   |
| Tuchlinner See  |                               |                 |                                   |
| Tirklosee       |                               |                 |                                   |
| Wensewen        | Wensen                        | Wężewo          | 1928 nach Eckersberg eingemeindet |

Am 1. Januar 1945 bestand der Amtsbezirk aus den Orten: Eckersberg, Talau, Tuchlinnen und Zollerndorf.